# Zakrzew (gmina w województwie lubelskim)
Zakrzew – gmina wiejska w województwie lubelskim, w powiecie lubelskim. W latach 1975–1998 gmina położona była w województwie zamojskim.
Siedziba gminy to Zakrzew.
Według danych z 30 czerwca 2004 gminę zamieszkiwało 3297 osób.

## Struktura powierzchni
Według danych z roku 2002 gmina Zakrzew ma obszar 75,38 km², w tym:
- użytki rolne: 81%
- użytki leśne: 13%

Gmina stanowi 4,49% powierzchni powiatu.

## Demografia

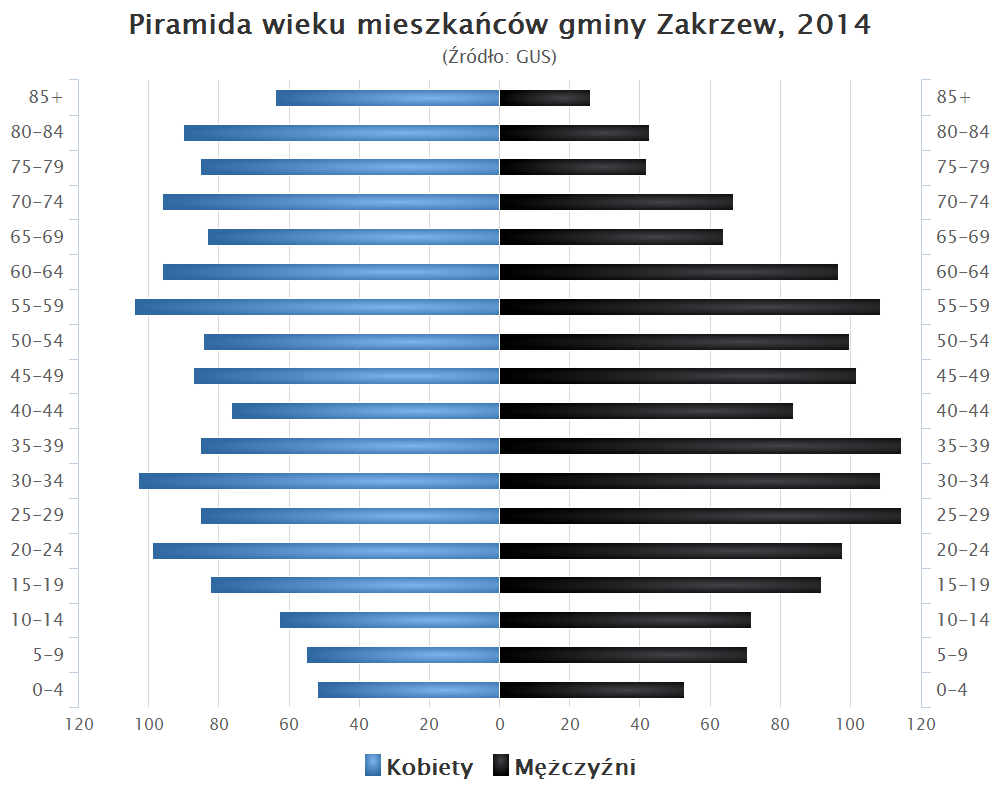
Piramida wieku mieszkańców gminy Zakrzew w 2014 roku

Dane z 30 czerwca 2004:
| Opis                              | Ogółem | Ogółem | Kobiety | Kobiety | Mężczyźni | Mężczyźni |
| --------------------------------- | ------ | ------ | ------- | ------- | --------- | --------- |
| jednostka                         | osób   | %      | osób    | %       | osób      | %         |
| populacja                         | 3297   | 100    | 1690    | 51,3    | 1607      | 48,7      |
| gęstość zaludnienia (mieszk./km²) | 43,7   | 43,7   | 22,4    | 22,4    | 21,3      | 21,3      |

## Sołectwa
Annów, Baraki, Boża Wola, Dębina, Karolin, Majdan Starowiejski, Nikodemów, Ponikwy, Szklarnia, Targowisko, Targowisko-Kolonia, Tarnawka Pierwsza, Tarnawka Druga, Wólka Ponikiewska, Zakrzew, Zakrzew-Kolonia.
Wsie bez statusu sołectwa to Emilin i Wojdat Annowski.

## Sąsiednie gminy
Batorz, Bychawa, Chrzanów, Godziszów, Turobin, Wysokie, Zakrzówek